# 景星组
景星组是位于中国云南兰坪、思茅、墨江一带的上侏罗世至下白垩世地层，1965年由云南区域地质测量大队命名。该地层以紫红色泥岩、泥质粉砂岩（上部），灰、灰白、浅黄色块状石英砂岩、长石石英砂岩（下部），灰色钙质砾岩、粗砂岩（底部）为主，间夹细砂岩（上部），紫红、灰绿色泥岩、粉砂岩、泥灰岩等（下部）。